# Pereira (Santa Comba)
Pereira o San Andrés da Pereira (llamada oficialmente Santo André da Pereira) es una parroquia y un lugar español del municipio de Santa Comba, en la provincia de La Coruña, Galicia.

## Entidades de población
Entidades de población que forman parte de la parroquia:
- A Castiñeira
- A Pereira
- A Pereiriña
- Ponte Pereira
- Pragais
- Vilaboa
- Vilar de Abaixo
- Vilar de Arriba

## Demografía
| Gráfica de evolución demográfica de Pereira entre 2000 y 2019 |
|                                                               |
| Datos según el nomenclátor publicado por el INE.              |